# Костромская ТЭЦ-1
Костромская ТЭЦ-1 — небольшая тепловая электростанция (теплоэлектроцентраль), одно из старейших предприятий города Костромы Костромской области России. Входит в состав ПАО «ТГК-2». Введена в эксплуатацию в 1930 году и является одной из старейших электростанций региона. Установленная мощность станции на конец 2015 года — 33 МВт.

## История
Строительство Костромской ТЭЦ−1 началось в 1927 году и велось для нужд кустового объединения льняных фабрик (КОЛФа) и других текстильных предприятий города. В качестве площадки для будущей центральной электростанции (ЦЭС) был выбран пустырь у реки Костромы в левобережной части нынешнего города. Проект станции выполнен Всесоюзном теплотехническом институте им. Ф. Э. Дзержинского. Тепловую часть станции проектировал Л. К. Рамзин. В качестве проектного топлива выбран торф Космынинских и Сухоноговских разработок.
Пуск первой очереди станции мощностью 5,5 МВт состоялся 1 января 1930 года. К 1934—1935 годам была построена вторая очередь станции, установленная мощность достигла 13 МВт. С вводом в эксплуатацию теплотрасса до строительной площадки льнокомбината Костромская ЦЭС стала теплоэлектроцентралью главного управления льняной промышленности, станция получила современное название и положила начало централизованному теплоснабжению Костромы.
В послевоенные годы ТЭЦ-1 увеличивала тепловую и электрическую мощность за счёт установки нового оборудования.
В ходе реформы РАО ЕЭС России ТЭЦ-1 вместе с Костромской ТЭЦ-2 вошла в состав Территориальной генерирующей компании № 2.

## Современное положение
ТЭЦ-1 функционирует синхронно с ЕЭС России в составе Костромской энергосистемы, которая, в свою очередь, входит в состав объединённой энергосистемы (ОЭС) Центра. На конец 2015 года установленная электрическая мощность Костромской ТЭЦ−1 — 33 МВт (или менее 1 % от мощности электростанций Костромской области), установленная тепловая мощность — 450 Гкал/час (в том числе 250 Гкал/ч с отборов турбин, 200 Гкал/ч — мощность пиковых водогрейных котлов). Выработка электрической энергии в 2015 году составила 80,6 млн кВт⋅ч, полезный отпуск тепловой энергии — 517,7 тыс. Гкал. Присоединенная нагрузка потребителей — 278 Гкал/ч.
Станция осуществляет комбинированную выработку тепловой и электрической энергии, поставляет тепловую энергию в систему централизованного теплоснабжения города Костромы, в том числе в виде пара давлением 7 и 5 кгс/см² промышленным потребителям по четырём паровым магистралям. Электрическая энергия и мощность поставляется на оптовый рынок. Отпуск электроэнергии осуществляется через открытое распределительное устройство напряжением 110 кВ.
Костромская ТЭЦ-1 является устаревшей паросиловой ТЭЦ с поперечными связями, с давлением свежего пара перед турбинами 35 кгс/см². Основное оборудование станции включает:
- 6 паровых котлов типа БКЗ-75-39 1965—1988 годов ввода в эксплуатацию;
- 4 паровые турбины:
  - три турбины типа Р-12-35/5 единичной мощностью 9 МВт 1965, 1966 и 1976 года ввода в эксплуатацию,
  - одна турбина типа АП-6 мощностью 6 МВт 1958 года ввода в эксплуатацию;
- 3 водогрейных котла: два — типа ПТВМ-50, один — ПТВМ-100.

Основное топливо станции — природный газ, резервное — топочный мазут. Часть котлов спроектирована на сжигание торфа, который может использоваться в качестве альтернативного топлива. Водозабор осуществляется из затона реки Волга.

## Перечень основного оборудования
| Агрегат                              | Тип       | Изготовитель                  | Количество | Ввод в эксплуатацию     | Основные характеристики | Основные характеристики | Источники   |
| Агрегат                              | Тип       | Изготовитель                  | Количество | Ввод в эксплуатацию     | Параметр                | Значение                | Источники   |
| ------------------------------------ | --------- | ----------------------------- | ---------- | ----------------------- | ----------------------- | ----------------------- | ----------- |
| Оборудование паротурбинных установок |           |                               |            |                         |                         |                         |             |
| Паровой котёл                        | БКЗ-75-39 | Белгородский котельный завод  | 6          | 1965—1988 г.            | Топливо                 | газ, мазут              | [ 4 ]       |
| Паровой котёл                        | БКЗ-75-39 | Белгородский котельный завод  | 6          | 1965—1988 г.            | Производительность      | 75 т/ч                  | [ 4 ]       |
| Паровой котёл                        | БКЗ-75-39 | Белгородский котельный завод  | 6          | 1965—1988 г.            | Параметры пара          | 39 кгс/см2, 440 °С      | [ 4 ]       |
| Паровая турбина                      | Р-12-35/5 | Калужский турбинный завод     | 3          | 1965 г. 1966 г. 1976 г. | Установленная мощность  | 9 МВт                   | [ 4 ] [ 5 ] |
| Паровая турбина                      | Р-12-35/5 | Калужский турбинный завод     | 3          | 1965 г. 1966 г. 1976 г. | Тепловая нагрузка       | 74 Гкал/ч               | [ 4 ] [ 5 ] |
| Паровая турбина                      | АП-6      | Калужский турбинный завод     | 1          | 1958 г.                 | Установленная мощность  | 6 МВт                   | [ 4 ] [ 5 ] |
| Паровая турбина                      | АП-6      | Калужский турбинный завод     | 1          | 1958 г.                 | Тепловая нагрузка       | 28 Гкал/ч               | [ 4 ] [ 5 ] |
| Водогрейное оборудование             |           |                               |            |                         |                         |                         |             |
| Водогрейный котёл                    | ПТВМ-50   | Дорогобужский котельный завод | 2          | 1968 г. 1973 г.         | Топливо                 | газ, мазут              | [ 4 ]       |
| Водогрейный котёл                    | ПТВМ-50   | Дорогобужский котельный завод | 2          | 1968 г. 1973 г.         | Тепловая мощность       | 50 Гкал/ч               | [ 4 ]       |
| Водогрейный котёл                    | ПТВМ-100  | Белгородский котельный завод  | 1          | 1976 г.                 | Топливо                 | газ, мазут              | [ 4 ]       |
| Водогрейный котёл                    | ПТВМ-100  | Белгородский котельный завод  | 1          | 1976 г.                 | Тепловая мощность       | 100 Гкал/ч              | [ 4 ]       |